# Repressió política a la Unió Soviètica
Durant tota la història de la Unió Soviètica, milions de persones van ser víctimes de la repressió política, la qual era un instrument de l'Estat des de la Revolució d'Octubre de 1917. Si bé el seu moment culminant va ser durant l'era de Stalin, aquesta seguí existint durant el Desglaç de Khrusxov, incrementant-se contra els dissidents durant l'estancament de Brèjnev i no finalitzà fins a la perestroika de Mikhaïl Gorbatxov.

## Origen i primera època soviètica

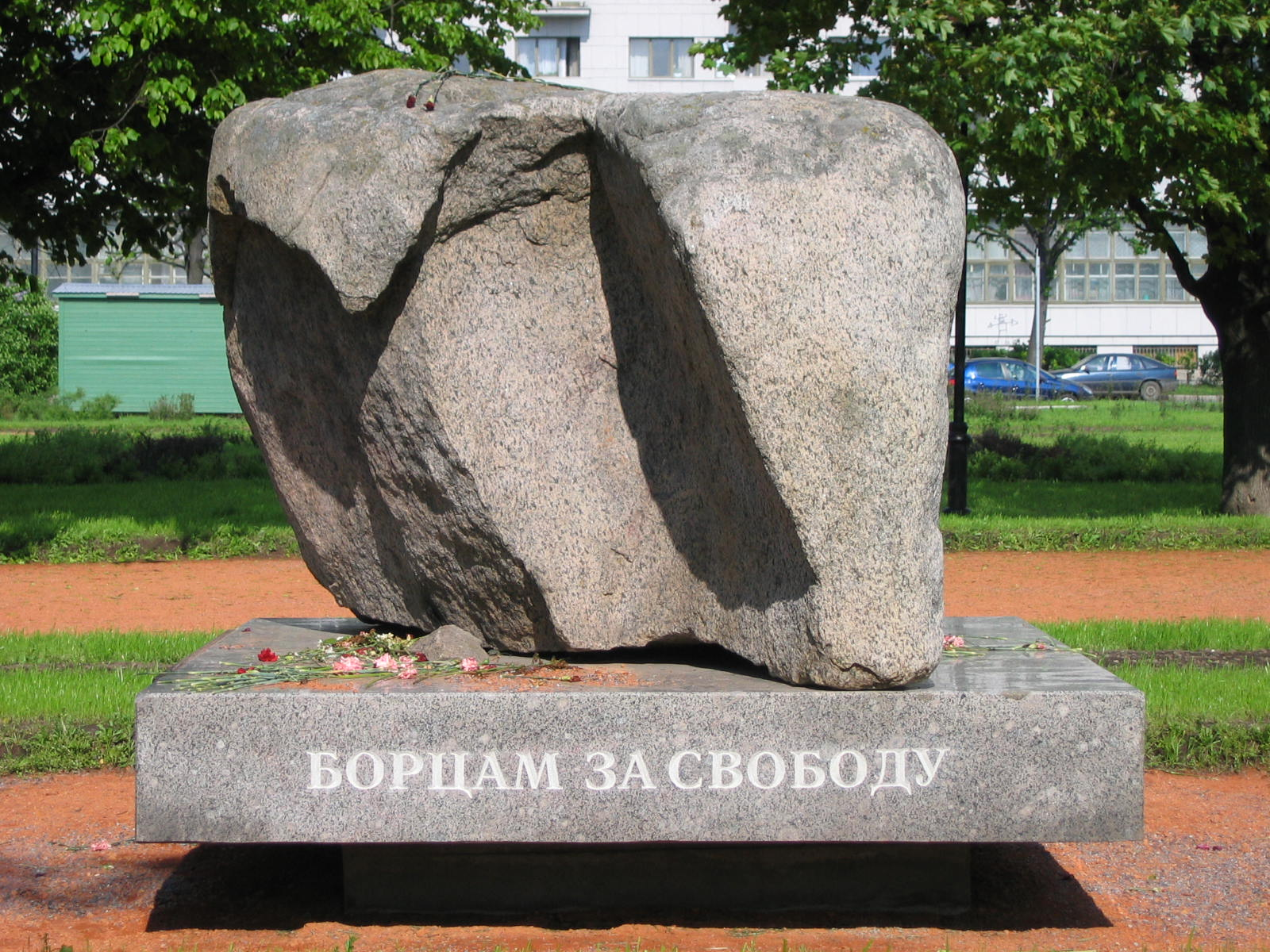
Memorial del Gulag a Sant Petersburg, fet amb pedra del camp Solovki, el primer camp de presoners del sistema Gulag. La gent s'hi reuneix anualment el Dia de Record de les Víctimes de la Repressió (el 30 d'octubre).

Ja des de l'inici, la base teòrica de la repressió era el punt de vista leninista de la lluita de classes i la noció resultant de la dictadura del proletariat. Aquesta base legal es formalitzava en l'article 58 del codi penal de la RSFS de Rússia.
En aquella època, els represaliats eren anomenats «enemics del poble». Els càstigs incloïen les execucions sumàries, l'enviament de gent innocent als camps de treballs forçats del Gulag, re-assentaments forçats i violant els drets ciutadans. En certs moments, tots els membres d'una família (incloent-hi els nens) eren castigats com a familiars d'un traïdor a la Pàtria. La repressió va ser portada a terme per la Txekà i les agències que la van succeir, així com d'altres orgues de l'estat. Els períodes en què la repressió s'incrementà inclouen el Terror Roig, la Col·lectivització, les Grans Purgues, el Complot dels Metges, etc. Les forces de la policia secreta portaren a terme matances de presoners en nombroses ocasions. La repressió va ser portada a terme a les repúbliques soviètiques i als territoris alliberat per l'exèrcit soviètic durant la Segona Guerra Mundial, incloent-hi les Repúbliques Bàltiques i l'Europa Oriental.
La repressió de l'Estat portà a la resistència, sent brutalment suprimida pels militars, com succeí a Tambov, Krondstadt i Revolta de Vorkuta. Durant la revolta de Tambov, les forces militars bolxevics ban fer servir armes químiques contra la població civil i els rebels. Preeminents ciutadans dels pobles van ser capturats com a ostatges i executats si els resistents no es rendien.

### El Terror Roig
A la Rússia soviètica, el Terror Roig va ser la campanya de detencions massives i execucions que es van produir durant el govern bolxevic. Va ser anunciat públicament el 2 de setembre de 1918 per Iakov Sverdlov i acabà un mes després; encara que Sergei Melgunov dona aquest nom a les repressions que van tenir lloc durant tota la Guerra Civil Russa, entre 1918 i 1922.

### Col·lectivitzacions
La col·lectivització a la Unió Soviètica va ser una política portada a terme entre 1928 i 1933 i amb l'objectiu de consolidar la terra i el treball individual en granges col·lectives (kolkhozes) i en granges estatals (sovkhozes). Els líders soviètics confiaven que amb la substitució de granges camperoles individuals per kolkhozes incrementaria immediatament el subministrament de menjar per a la població urbana, de matèries primeres per a la indústria manufacturera i les exportacions agrícoles en general. La col·lectivització també es veia com la solució a la crisi en la distribució agrícola (principalment en els lliuraments de gra) que s'havia desenvolupat des de 1927 i en el que la Unió Soviètica s'embarcà en un ambiciós programa industrial. La pagesia, amb excepció de la part més pobra, es resistí a la política de col·lectivització, i el govern llançà dures mesures per forçar als grangers a col·lectivitzar-se. En converses amb Winston Churchill, Stalin xifrà en 10 milions el nombre de kulaks que van ser repressaliats per resistir-se a la col·lectivització, incloent-hi els que van ser deportats forçosament.

## La Gran Purga
La Gran Purga va ser una sèrie de campanyes de repressió política i la persecució a la Unió Soviètica orquestrades per Ióssif Stalin el 1937-38. Involucrà la purga del Partit Comunista de la Unió Soviètica, la repressió dels camperols, les deportacions de minories ètniques i la persecució de persones sense afiliació, caracteritzant-se per una política de vigilància total, la sospita de sabotejadors a gran escala, l'empresonament i les execucions. Les estimacions dels morts associats amb la Gran Purga oscil·len entre la xifra oficial de 681.692 als dos milions de morts.

### Genocidi, neteja ètnica i transferències de població
A la Unió Soviètica, la repressió política no es dirigí només a persones individuals, sinó que també a grups ètnics, socials, religiosos i d'altres categories de població. Les transferències de població a la Unió Soviètica pot classificar-se en les següents categories: deportacions de categories de població anti-soviètica, sovint qualificats d'enemic dels treballadors, deportacions de nacionalitats, trasllats de força de treball, i migracions organitzades en direccions oposades per omplir els territoris nets èticament. En molts casos, el seu destí eren les zones remotes despoblades.
Nacions senceres i grups ètnics van ser col·lectivament castigats pel govern soviètic per suposada col·laboració amb l'enemic durant la Segona Guerra Mundial. Almenys 9 grups ètnics diferents, incloent-hi alemanys ètnics, grecs, ètnics polonesos, tàrtars de Crimea, balkars, txetxens i Kalmyks van ser deportats a zones remotes de Sibèria i Kazakhstan.Coreans i romanesos també van ser deportats. Per deportar aquests centenars de milers de persones es requeriren operacions massives de l'NKVD.
La fam soviètica de 1932-1933 va ser severament agreujada per les accions del govern, com la confiscació de menjar, la manca de carn, les limitacions de lliuraments previstos que ignoraven la fam, l'impediment que la població afamada pogués emigrar i la supressió de la informació sobre la fam, la qual cosa evità qualsevol esforç d'ajut organitzat. Això comportà que hi haguessin milions de morts a la zona afectada. S'estima que el nombre de víctimes va ser entre 6 i 7 ó 6 i 8 milions.

### El Gulag
El llibre Gulag: una història, d'Anne Applebaum explica: Era la branca de la Seguretat de l'Estat que operava el sistema penal de camps de treballs forçats i presons i camps de detenció i trànsit associats. En aquests camps hi havia criminals de tota mena, mentre que el sistema de Gulags era principalment conegut com un lloc per a presoners polítics i com un mecanisme per a la repressió de l'oposició política a l'estat soviètic.

## Repressions als territoris annexionats
Durant els primers anys de la Segona Guerra Mundial, la Unió Soviètica s'annexionà diversos territoris a l'Europa Oriental a conseqüència del pacte germanosoviètic i el seu protocol secret addicional.
Als Països Bàltics els soviètics portaren a terme repressions i deportacions massives. Les Instruccions Serov, "Sobre com procedir per portar a terme la Deportació d'Elements Anti-Soviètics de Lituània, Letònia i Estònia", contenia procediments i protocols detallats a tenir en compte per la deportació dels bàltics. També es crearen tribunals públics per castigar els traïdors del poble: aquells que no havien recolzat l'adhesió del seu país a la Unió Soviètica. Durant el primer any de l'ocupació soviètica, entre juny de 1940 i 1941, la xifra confirmada d'executats, detinguts o deportats està estimada en un mínim de 124.467: 59.732 a Estònia, 34.250 a Letònia i 30.485 a Lituània. Aquestes xifres incloïen 8 antics caps d'estat i 38 ministres estonians, 3 antics caps d'estat i 15 ministres letons i, el llavors president, 5 primers ministres i 24 ministres a Lituània.

## Després de Stalin (1953-1991)
Després de la mort de Stalin, la supressió de la dissidència es reduí dràsticament i prengué noves formes. Els crítics interns del sistema eren culpables d'agitació antisoviètica, difamació antisoviètica, o com a paràsits socials. D'altres eren etiquetats com a malalts mentals, patint esquizofrènia de progrés lent i sent tancats en "psikhuixkas" (hospitals mentals emprats per les autoritats soviètiques com a presons. Diversos dissidents notables, com Aleksandr Soljenitsin, Vladímir Bukovski o Andrei Sakharov, van ser enviats a l'exili intern o extern.

## Pèrdua de vides
La xifra exacta de les víctimes potser no serà mai conegut i és una qüestió de debat entre historiadors. Els resultats publicats varien segons el moment en què es va fer l'estimació, sobre el criteri i els mètodes emprats per fer-la, així com de les fonts disponibles. Alguns historiadors intenten realitzar estimacions separades per als diferents períodes de la història de la Unió Soviètica: per exemple, el nombre de víctimes durant el règim de Ióssif Stalin poden variar de 8 a 61 milions.